# Johann Christian August Heyse
Johann Christian August Heyse (* 21. April 1764 in Nordhausen; † 27. Juni 1829 in Magdeburg) war ein deutscher Lehrer, Grammatiker und Lexikograf.

## Leben
Johann Christian August Heyse studierte von 1783 bis 1786 in Göttingen Theologie und Pädagogik und wurde danach ab 1792 Lehrer am Gymnasium in Oldenburg. Im Jahr 1807 wechselte er als Rektor am Gymnasium und Direktor einer im Aufbau befindlichen Töchterschule nach Nordhausen. 1819 schließlich wurde er Direktor der höheren Töchterschule in Magdeburg und blieb dort bis an sein Lebensende. Die Universität Greifswald verlieh ihm 1824 die philosophische Doktorwürde. Er wohnte an der Adresse Fürstenwallstraße 6.

## Werke
Die wichtigsten Veröffentlichungen Heyses waren seine Theoretisch-praktische deutsche Grammatik (und ihre verschiedenen Kurzfassungen) und sein ebenfalls in vielen Auflagen erschienenes Fremdwörterbuch.
Im Wörterbuch werden Fremdwörter sowohl erklärt als auch verdeutscht, deshalb wird es auch als erklärend-verdeutschendes Wörterbuch bezeichnet.
Das Wörterbuch erschien zum ersten Mal im Jahre 1804, im Jahre 1922 erschien die 21. Auflage. Es wurde inzwischen mehrfach neu bearbeitet.

## Familie
Seine Söhne Karl Wilhelm Ludwig Heyse, Theodor Friedrich Heyse und Gustav Ferdinand Heyse waren zu ihrer Zeit ebenfalls renommierte Wissenschaftler.

## Veröffentlichungen (Auswahl)

### Wörterbücher

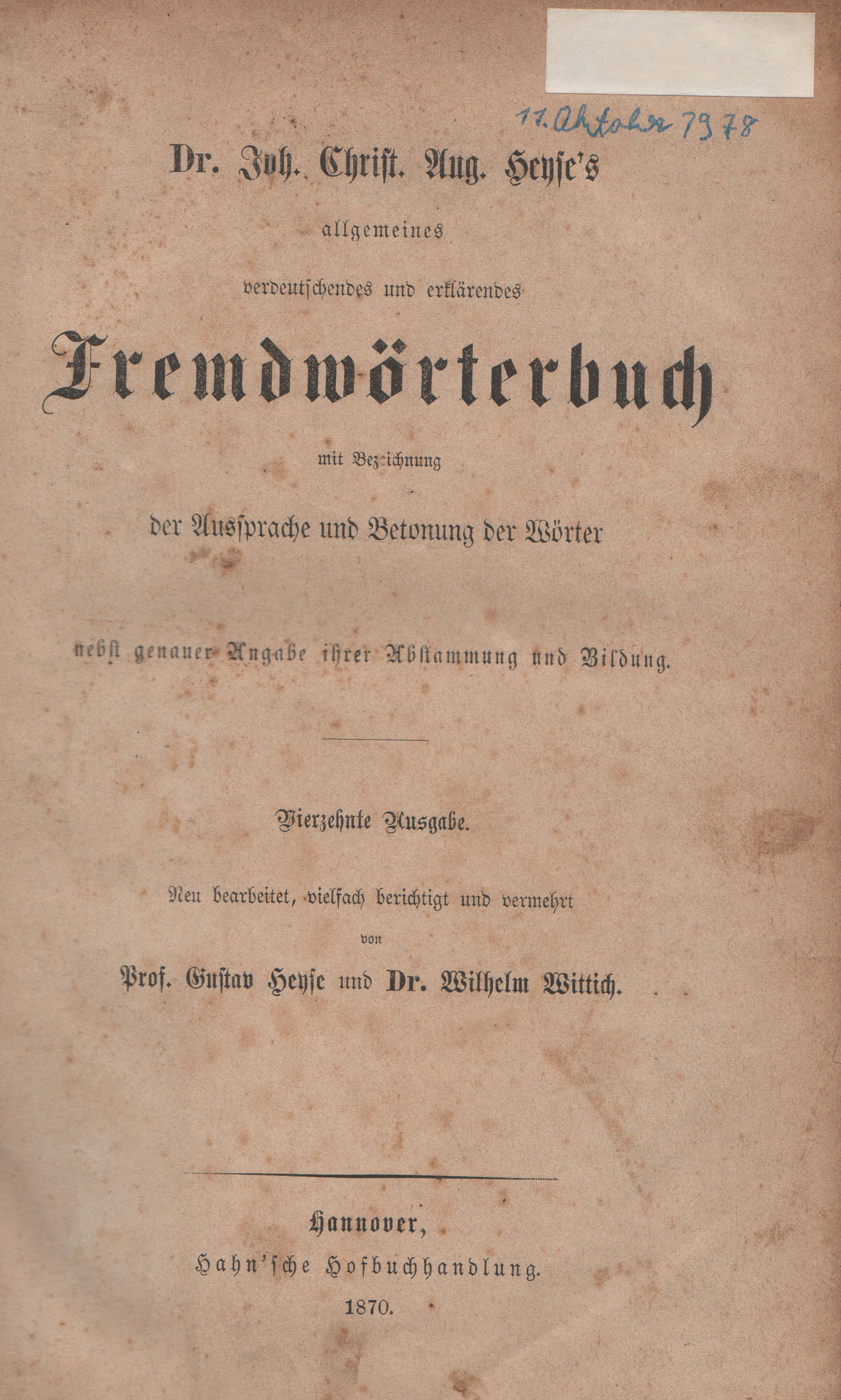
Titelseite der 14. Auflage des Fremdwörterbuchs, 1870

- Allgemeines Wörterbuch zur Verdeutschung der in unserer Sprache gebräuchlichen fremden Wörter und Redensarten. Oldenburg 1804, zwei Teile.
  - Dasselbe erschien ab der 4. Auflage (1825) als Allgemeines Fremdwörterbuch oder Handbuch zum Verstehen und Vermeiden der in unserer Sprache mehr oder minder gebräuchlichen fremden Ausdrücke, mit Bezeichnung der Aussprache, der Betonung und der nöthigsten Erklärung. Später als Allgemeines verdeutschendes und erklärendes Fremdwörterbuch mit Bezeichnung der Aussprache und Betonung der Wörter nebst genauer Angabe ihrer Abstammung und Bildung. 12. Auflage von Carl August Friedrich Mahn, Hannover 1859; 14. Auflage von Gustav Heyse und Wilhelm Heinrich von Wittich, Hannover 1870; daneben in anderer Bearbeitung von Carl Böttger, Leipzig 1874.
  - Kurzfassung davon: Kleines Fremdwörterbuch. Oldenburg 1840.
  - Fortführung durch den neuen Bearbeiter Otto Lyon unter dem Titel: Fremdwörterbuch mit Bezeichnung und Betonung der Wörter nebst genauer Angabe ihrer Abstammung und Bildung. Unter Berücksichtigung der amtlichen Erlasse über Verdeutschung der Fremdwörter und der neuen einheitlichen Rechtschreibung, neu bearbeitet, vielfach berichtigt und vermehret von Otto Lyon. 18. Original-Ausgabe, Hahn’sche Buchhandlung, Hannover/Leipzig 1903.
  - Bislang letzte Ausgabe: Allgemeines verdeutschendes und erklärendes Fremdwörterbuch. Mit Bezeichnung der Aussprache und Betonung der Wörter nebst genauer Angabe ihrer Abstammung und Bildung. Nachdruck der (Fraktur-Schrift-)Ausgabe, erschienen in Hannover 1922; Olms, Hildesheim 1978, ISBN 3-487-06570-3.
- Postum erschien das Handwörterbuch der deutschen Sprache: mit Hinsicht auf Rechtschreibung, Abstammung und Bildung, Biegung und Fügung der Wörter, so wie auf deren Sinnverwandtschaft. Magdeburg 1833–1849, drei Bände, fertiggestellt von Karl Wilhelm Ludwig Heyse.

### Grammatiken

#### Theoretisch-praktische deutsche Grammatik
- Theoretisch-praktische deutsche Grammatik oder Lehrbuch zum reinen und richtigen Sprechen, Lesen und Schreiben der deutschen Sprache. Für den Schul- und Hausgebrauch bearbeitet von Joh. Christ. Aug. Heyse. Hannover 1814.
- Theoretisch-praktische deutsche Grammatik oder Lehrbuch zum reinen und richtigen Sprechen, Lesen und Schreiben der deutschen Sprache. Zunächst zum Gebrauch für Lehrer und zum Selbstunterricht von Joh. Christ. Aug. Heyse. Zweyte, sehr verbesserte und besonders mit der Verskunst der deutschen Sprache vermehrte Ausgabe. Hannover 1820.
- Theoretisch-praktische deutsche Grammatik oder Lehrbuch zum reinen und richtigen Sprechen, Lesen und Schreiben der deutschen Sprache. Zunächst zum Gebrauch für Lehrer und zum Selbstunterricht von Johann Christian August Heyse. Dritte verbesserte Ausgabe. Hannover 1822.
- Theoretisch-praktische deutsche Grammatik oder Lehrbuch zum reinen und richtigen Sprechen, Lesen und Schreiben der deutschen Sprache, nebst einer kurzen Geschichte und Verslehre derselben. Zunächst zum Gebrauch für Lehrer und zum Selbstunterricht von Dr. Joh. Christ. Aug. Heyse. Vierte, sehr vermehrte und verbesserte Ausgabe.[8] Hannover 1827.[9]
(spätere Neubearbeitung von Karl Wilhelm Ludwig Heyse.)

#### (Kleine) theoretisch-praktische Sprachlehre / Grammatik / Schul-Grammatik
- Kleine theoretisch-praktische deutsche Sprachlehre. Ein Auszug aus dem grössern Lehrbuche der deutschen Sprache. Zunächst für Schulen bearbeitet von J. C. A. Heyse. Hannover 1816.[10]
- Kleine theoretisch-praktische deutsche Grammatik. […]. 2. verbesserte und durch einen Abschnitt von der deutschen Verskunst vermehrte Ausgabe. Hannover 1819.[11]
- Kleine theoretisch-praktische deutsche Grammatik. […]. 3. vermehrte Ausgabe. Hannover 1821.
- Kleine theoretisch-praktische deutsche Grammatik. […]. 4. verbesserte Ausgabe. Hannover 1823.[12]
- Kleine theoretisch-praktische deutsche Grammatik. […]. 5. sehr verbesserte Ausgabe. Hannover 1825.[13]
- Theoretisch-praktische Schul-Grammatik oder kurzgefaßtes Lehrbuch der deutschen Sprache, mit Beispielen und Aufgaben zur Anwendung der Regeln, von Joh. Christ. Aug. Heyse. 6. verbesserte, theilweise umgearbeitete Ausgabe. Hannover 1826.
- Theoretisch-praktische deutsche Schul-Grammatik oder kurzgefasstes Lehrbuch der deutschen Sprache […]. 7. verbesserte Ausgabe. Hannover 1827.[9]
- Theoretisch-praktische deutsche Schul-Grammatik […]. 8. verbesserte Ausgabe. Hannover 1829.[14]
(9. bis 18. Ausgabe (1830‒1854) von Karl Wilhelm Ludwig Heyse; 19. und 20. Ausgabe (1859, 1864) von Theodor Heyse; 21. bis 23. Ausgabe (1868‒1878) von Gustav Heyse; ab 24. Aufl. (1886) bearbeitet von Otto Lyon.)

#### (Kurzer) Leitfaden
- Kurzer Leitfaden zum gründlichen Unterricht in der deutschen Sprache für höhere und niedere Schulen, nach den größern Lehrbüchern der deutschen Sprache von J. C. A. Heyse. Hannover 1821.
- Kurzer Leitfaden […]. 2., verbesserte Ausgabe. Hannover 1823.
- Kurzer Leitfaden […]. 3., neu bearbeitete Ausgabe. Hannover 1824.[15]
- Leitfaden zum gründlichen Unterricht in der deutschen Sprache […]. 4., sehr verbesserte Ausgabe. Hannover 1826.[9]
- Leitfaden […]. 5. verbesserte Ausgabe. Hannover 1828.
- Leitfaden […]. 6. sehr verbesserte Ausgabe. Hannover 1829.[14]
(7. bis 18. Ausgabe (1830‒1856) von Karl Wilhelm Ludwig Heyse; 19. und 20. Ausgabe (1858, 1866) von Theodor Heyse; 21. bis 24. Ausgabe (1868‒1878) von Gustav Heyse; ab 25. Auflage (1885) bearbeitet von Otto Lyon.)

### Pädagogische Schriften
- Fortgesetzte Nachricht über die Schulen für die weibliche Jugend zu Nordhausen. Eine Einladungsschrift zur Schulprüfung am 3ten October und folgenden Tage. Voran einige Bemerkungen über Erziehung und Unterricht der Töchter. Weichelt, Nordhausen 1811.
- Ansichten von Unterricht und Bildung der Jugend in öffentlichen Lehranstalten. Friese, Pirna 1829.
- Leitfaden zum gründlichen Unterricht in der deutschen Sprache für höhere und niedere Schulen, nach den grösseren Lehrbüchern der deutschen Sprache. Vierte, verbesserte Auflage. Hahn, Hannover 1826.